# Ferves Ranger
La Ferves Ranger è una piccola autovettura fuoristrada - spiaggina, prodotta dalla carrozzeria torinese Ferves (acronimo di Ferrari veicoli speciali), dal 1966 al 1971.
Venne presentata al salone dell'automobile di Torino del 1966, come vettura per il tempo libero e per il lavoro, negli allestimenti "Normale" e "Cargo".

## Caratteristiche
Vettura scoperta a quattro posti, dotata di uno specifico telaio in profilati di acciaio a sezione rettangolare, cui sono fissati i pannelli rivettati che costituiscono la compatta carrozzeria in lamiera di acciaio. Il parabrezza è abbattibile verso l'avanti come le classiche Jeep e poteva essere ordinata con la dotazione opzionale di una capote in tela, sorretta da centine smontabili.

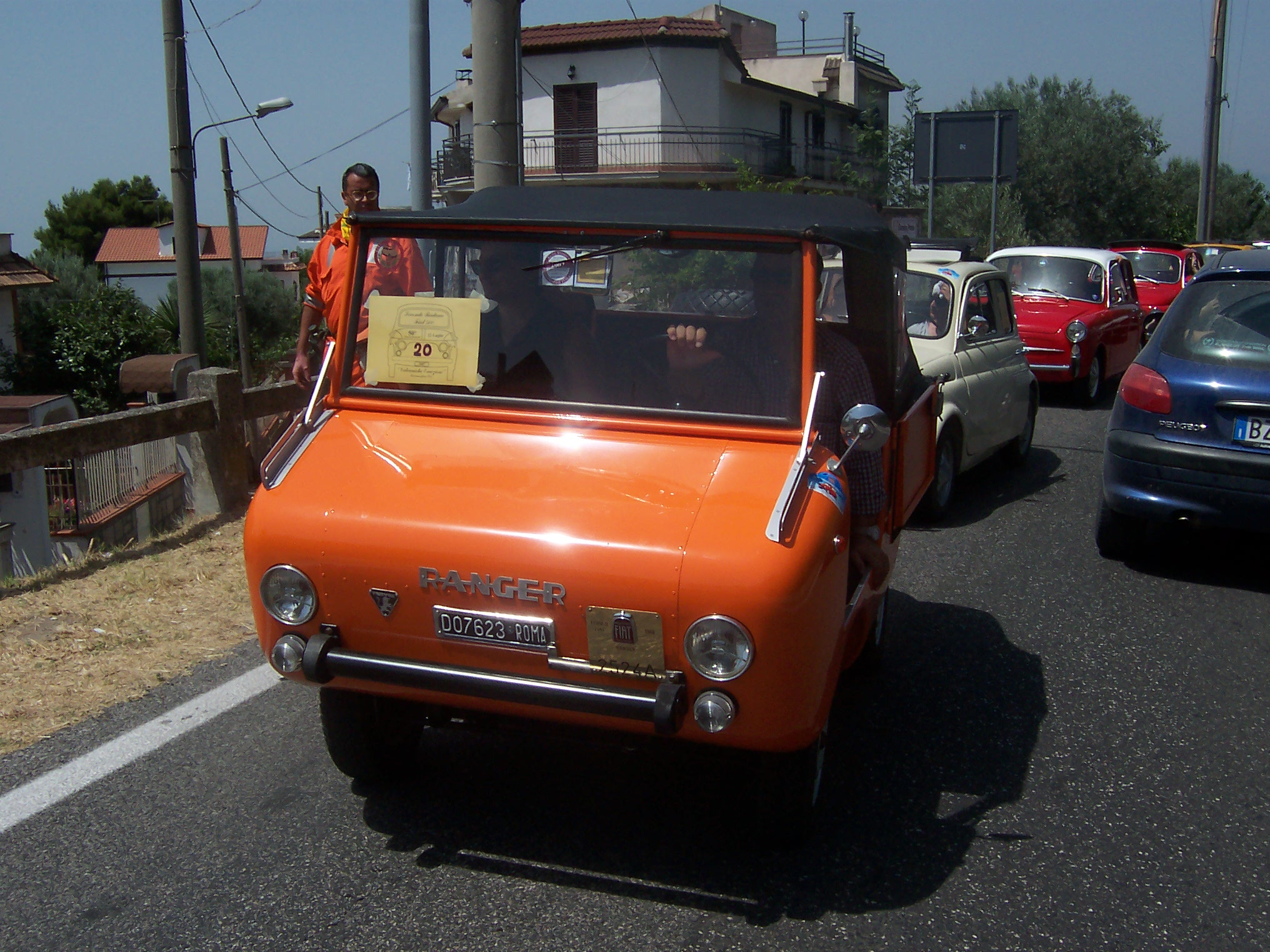
Ranger ad un raduno d'epoca

Realizzata su meccanica Fiat, utilizza le sospensioni e i freni della "600D", i semiassi anteriori della Autobianchi Primula, mentre il propulsore e la scatola dello sterzo sono derivati dalla "500 F".
Dal dépliant originale, la versione 4x2 risulta progettata dall'ing. Ferrari, lo stesso della Samas Yeti, per uso fuoristradistico ed agricolo.
Il motore, situato posteriormente, è un bicilindrico in linea raffreddato ad aria con una cilindrata di 499,5 cm³, con albero a camme laterale. La potenza, inalterata rispetto al propulsore di serie Fiat, è di 18 CV con una coppia motrice di 3,1 kgm a 3.000 giri/minuto.
La trazione è posteriore, nel caso del "Ranger 4X2", e integrale, inseribile manualmente, nel modello "Ranger 4X4", introdotto nel 1968; entrambi i modelli hanno il cambio, in blocco, a quattro marce ad innesto rapido, più una prima ridotta e il differenziale posteriore bloccabile manualmente. in alcune versioni della 4x2 il differenziale non è in realtà bloccabile, ma il sistema frenante è costituito da freni sdoppiati per le ruote di sinistra e di destra, questo permetteva in caso di perdita di aderenza di una delle due ruote di frenarla tramite delle apposite leve posizionate vicino al freno a mano.
I freni sono a tamburo, con freno a mano indipendente sulle ruote posteriori, a comando meccanico. Le sospensioni sono indipendenti con molle elicoidali a bracci triangolari, per quelle anteriori, e obliqui per quelle posteriori, pneumatici Semperit 165-12.
La versione a quattro ruote motrici differisce dalla "4x2" per un interasse aumentato a 1,55 m ed una lunghezza complessiva aumentata a 2,83 m.
La velocità massima è di appena 70-80 km/h.
La "Ranger" venne anche prodotta in una versione da lavoro, denominata "Cargo", con la possibilità di caricare fino a 300 kg di portata utile.
Il 16 agosto 2019 è stato battuto all'asta un esemplare giallo per 196.000 dollari.